# 성주 법수사지 삼층석탑
성주 법수사지 삼층석탑(星州 法水寺址 三層石塔)은 대한민국 경상북도 성주군 법수사지에 있는, 남북국 시대 신라의 삼층석탑이다. 2010년 7월 5일 대한민국의 보물 제1656호로 지정되었다.

## 연혁 및 입지
법수사지 삼층석탑은 신라 애장왕(800～809년) 때 창건한 법수사지(法水寺址) 내에 위치하고 있으며, 사지는 가야산 계곡을 석축으로 단을 조성하여 자리잡고 있다. 사지는 주변 전체가 산으로 둘러싸여 있고 높은 위치에 있어 경관이 수려하고 전망이 아주 좋다.
935년(경순왕 9) 10월 경순왕이 시랑(侍郞) 김봉휴(金封休)에게 국서를 보내 고려 태조에게 항복을 청하자, 막내 아들 계자(季子)는 화엄종(華嚴宗)에 들어가 중이 되었는데, 법명을 범공(梵空)이라 하였다. 후에 법수사(法水寺)와 해인사(海印寺)에 머물렀다고 한다.
사찰이 언제 어떻께 폐사되었는지는 알 수 없으나 9개의 금당과 8개의 종각이 있는 거대한 사찰이었다고「경산지」불우조에 전한다. 사역은 남북 150m, 동서 150m 정도이고 크게 세 단으로 나뉘어 있다. 금당지로 추정되는 축대 아래에는 백운동마을이 자리잡고 있으며, 마을 앞에는 당간지주가 고목의 뿌리에 일부 쌓여 있다.
석탑 주변에는 석등 하대석, 불좌대석 등의 유구가 흩어져 있어 사찰의 규모를 짐작케 한다. 석탑은 2002년에 해체 보수하고 정밀실측보고서를 발간하였다.

## 현재 모습 및 양식적 특징
석탑의 높이는 5.8m이며, 상․하 2층 기단에 3층의 탑신부를 올린 양식으로 노반 이상의 상륜부는 남아 있지 않으나 보존 상태는 대체로 양호하다.
기단부는 지대석과 하대중석은 4매 부재가 맞물려 한 몸돌로 구성되어 있다. 하대중석의 각 면에는 안상을 3개씩 음각하였다. 하대갑석은 4매가 방형을 이루고 있으며, 상부에는 3단의 상대중석 괴임이 호형으로 쇠시리되어 있다. 상대중석은 4매로 구성하여 남․북쪽의 면석에는 탱주와 우주를 모두 양각하고 동․서쪽 면석은 탱주만 양각하고 남․북쪽의 면석에 조금 끼워 넣어 남․북쪽의 우주가 동․서쪽 면석의 우주를 겸하도록 했다. 상대갑석은 남쪽과 북쪽의 2매로 결구되어 있는데, 옥신괴임은 2단으로 쇠시리가 호형이 아니고 사절로 각출되어 있다. 기단부는 전체적으로 보면 하층기단이 전형적인 신라석탑에 비해 높다.
탑신부는 1～3층 탑신석은 단일 부재로 네 모서리에 우주를 양각하였다. 1층과 2층의 탑신석 상부와 1층 옥개석 하부에는 사리공을 설치해 놓았다. 1층 탑신석 상부의 정방형과 1층 옥개석 하부의 사다리꼴형이 맞닿아 있는데, 단변 형태가 서로 맞지 않아 사리장구가 특수한 것인지 1층 옥개석 사리 장엄구를 별도로 두었는지 잘 알 수 없다. 사리장치는 해체 당시 이미 모두 수습된 상태로 1층에는 나무토막 3개가 매납되어 있고 나머지는 비워져 있었다. 옥개석의 낙수면은 비교적 완만하며 우동의 전각은 반전이 심하고 전체 두께도 얇다. 1～3층의 옥개석 모두 전각부가 만나는 모서리 하부에 원형 풍경공이 한 개씩 뚫려있다. 1～3층의 옥개받침은 5단으로 위단으로 올라갈수록 내밀어져 있고 그 단부는 사절되어 있다. 3층 옥개석의 상부에는 1단 노반 괴임을 각출하고 중앙에 원추형 찰주공을 뚫었다.
상륜부는 노반만 남아 있고 복발 이상의 상륜부는 없다. 노반은 방형 단일부재로 각형 층급이 각출되어 있고 중앙에는 찰주공이 뚫려있다. 찰주원공은 3층 옥개석 상부의 찰주 구멍과 꼭 맞게 설치되어 있다. 노반 상부에는 자연석을 1개 얹어 보주를 대신하게 했다.

## 지정 사유
9세기 후반에 나타나는 석탑은 탑의 규모가 작아진 점, 지붕돌의 치켜올림이 지나치게 큰 점, 기단과 탑신에 인왕상 등의 장엄이 나타나는 점, 층급받침이 5단에서 4단으로 축소되는 점 등의 특징이 있다. 이에 비해 법수사지삼층석탑은 규모가 작아지고 하층기단이 높고, 안상이 음각된 점 등의 9세기 후반기 특징을 보이고 있으나 옥개석의 층급받침이 5단인 점 등은 전형적인 신라 석탑의 모습을 보이고 있어 사찰의 창건시기인 9세기에 조성된 것으로 추정된다. 또한 이와 비슷한 시기에 만들어진 《안동 평화동 삼층석탑》, 《인제 한계사지 남 삼층석탑》 등의 하층 기단에서 3개의 안상이 나타나고 있어 지역적 특성이 반영된 것으로 추정되며, 인근 지역에서 보물로 지정된 《합천 월광사지 동·서 삼층석탑》, 《합천 청량사 삼층석탑》과 《산청 내원사 삼층석탑》, 《산청 대포리 삼층석탑》에 비해 조형미 또한 떨어지지 않는 우수한 작품으로 판단된다. 이처럼 법수사지 삼층석탑은 통일신라후기에 조성된 탑으로 추정되고, 주변의 빼어난 경관과 함께 법수사지의 제 위치를 지키고 있으며, 우수한 조형미를 가지고 있어 역사적, 예술적, 학술적 가치가 크다.

## 같이 보기
- 성주 법수사지

## 참고 자료
- 법수사지삼층석탑 - 성주문화관광
- 성주 법수사지 삼층석탑 - 국가유산청 국가유산포털
- 이 문서에는 문화재청에서 공공누리 제1유형으로 배포된 자료를 바탕으로 한 내용이 포함되어 있습니다.